# Abouna
Abouna (tradução: Nosso Pai) foi um filme lançado em 2002 e premiado em 2003 pelo diretor chadiano Mahamat Saleh Haroun, filmado in loco na vila de Gaoui e na capital N'Djamena, no Chade.

## Sinopse
Dois meninos, Moussa & Aguid, acordam numa manhã e descobrem que seu pai abandona a família. Chocados, começam a se comportar mal. Two boys (Moussa & Aguid) awake one morning to find that their father has abandoned their family. Shocked, they begin to misbehave. Enquanto, ilicitamente, assistem a um filme, eles acreditam ver seu pai falando com eles e roubam o filme para examinar negativo. Sua mãe, Haroun, desespera-se e manda-os para a escola corânica. Infelizes, os dois planejam sua fuga, até que o mais velhos dos dois apaixona-se por uma menina surda, Khalil.

## Elenco e produção
Ahidjo Mahamat Moussa, que fez o papel de Tahir, de quinze anos, pôde escolher, entre um grupo de meninos, quem interpretaria seu irmão mais novo, Amine. Ele escolheu Hamza Moctar Aguid, de oito anos, por pensar que ele poderia ser realmente seu irmão.
Após as gravações, o filme foi enviado a Paris para ser processado e editado e, depois de uma longa espera, o fimle estava pronto para ser lançado.

## Prêmios
O filme ganhou os seguintes prêmios:
- Em 2002 - Hong Kong International Film Festival: Firebird Award - Menção Honrosa
- Em 2002 - Kerala International Film Festival: Prêmio FIPRESCI e Golden Crow Pheasant
- Em 2003 - Ouagadougou Panafrican Film and Television Festival: Baobab Seed Award, Melhor Cinematografia, INALCO Award e UNICEF Award para a Infância